# 曙光乡 (三台县)
曙光乡，是中华人民共和国四川省绵阳市三台县曾经下辖的一个乡。2019年12月，撤销曙光乡，将其所属行政区域划归新生镇管辖。

## 行政区划
曙光乡撤销前下辖以下地区：
社区、长沙村、高峰村、新泉村、龙河村、建新村、柳桂村、太建村和长桥村。